# Mah Nà Mah Nà
Mah Nà Mah Nà (auch als Mahna Mahna, Mah na Mah na oder Mah-Nà Mah-Nà nebst diversen anderen Schreibweisen geführt) ist der Titel eines Liedes von Piero Umiliani. Das Stück war ursprünglich Teil einer Filmmusik, die den italienischen Film Svezia, inferno e paradiso (Schweden – Hölle oder Paradies?) aus dem Jahr 1968 unterlegte, und hatte zunächst den Titel Viva la Sauna Svedese. 1969 gelangte es unter dem Titel Mah Nà Mah Nà in den USA über seinen Erfolg im Radio in die Hitparade.
Das Stück, angelegt im Prinzip des Call and Response einer männlichen und einer weiblichen Gesangsstimme, weist musikalisch Formen der Improvisation im Jazz auf und ist dem Genre des Easy Listening zuzuschreiben. Der Text besteht in einer Lautfolge ohne Sinn (Scat). Seiner eingängigen Melodie wegen wird das Lied auch als Ohrwurm bezeichnet. Es wurde durch seine Interpretationen aus dem Jahr 1969 im amerikanischen Fernsehkinderprogramm Sesame Street sowie in der in Großbritannien produzierten Muppet Show 1976 international bekannt. Mah Nà Mah Nà erfuhr zahlreiche musikalische Neufassungen und wurde in den verschiedenen Bereichen der Unterhaltungsindustrie und in der Werbung weltweit kommerziell verarbeitet.

## Entstehung

Eingangstakte mit dem Kernmotiv Mah Nà Mah Nà und den ersten beiden von drei Beantwortungen

Das Gesangsstück war zum ersten Mal in dem Film Svezia – Inferno e Paradiso, einer italienischen Produktion unter der Regie von Luigi Scattini, als Teil des Soundtracks zu hören, komponiert von Piero Umiliani. Der Film, eine Pseudodokumentation über das Sexualleben der schwedischen Bevölkerung, habe – so das Lexikon des Internationalen Films – eben jene „Klischeevorstellungen“ transportiert, die er „ausräumen zu wollen“ vorgab. Das instrumentierte Lied untermalte eine kurze Sequenz, in der eine Gruppe junger, überwiegend blonder Frauen, in Wintermäntel gehüllt und mit Handtaschen, Köfferchen oder Handtüchern unterm Arm, durch eine verschneite Landschaft in ein Saunahäuschen strebt. Nach einem Schnitt in der nächsten Einstellung sieht man sie im Innern des Häuschens auf den Bänken sitzen, dicht gedrängt und nunmehr lediglich in Badetücher eingehüllt.

### Viva la Sauna Svedese
Nachdem der Soundtrack von Piero Umiliani im Juni 1968 eingespielt war, fehlten für einige wenige Szenen, darunter auch die in der Sauna, noch etwa fünf Minuten Musikuntermalung. Umiliani und Alessandro Alessandroni improvisierten mit Maurizio Majorana (Bass), Carlo Pes (Gitarre), Roberto Podio (Schlagzeug) und Antonello Vannucchi (Hammondorgel) – vier Orchestermusikern, die später in den 1970er Jahren unter dem Namen I Marc 4 auch als Quartett auftraten – spontan eine kurze Phrase. Das Ergebnis von 106 Sekunden nannten sie Viva la Sauna Svedese (Es lebe die schwedische Sauna) und spielten es mit den Stimmen von Alessandroni und dessen späterer Ehefrau Giulia de Mutiis ein. Am 4. September 1968 hatte der Film in den italienischen Kinos Premiere. In der offiziellen Veröffentlichung des Soundtracks in Italien bei Umilianis Firma Omicron erschien die Sauna-Phrase nicht; sie war lediglich auf einer von ihm produzierten LP mit dem Titel Psichedelica (1968) enthalten, von der 200 Exemplare gepresst wurden und die nicht zum Verkauf, sondern zum Verleih an Lizenznehmer bestimmt war.
Im Oktober 1968, im Zuge der Herstellung des Films für den amerikanischen Markt, wurden die Produzenten Edward B. Marks Music Co. (heute Teil der Carlin Music America Inc.) in New York auf diese 106 Sekunden des vollständig mitgelieferten Soundtracks aufmerksam und verwendeten das Stück gleich mehrfach zur musikalischen Untermalung des Streifens, der im August 1969 unter dem Titel Sweden: Heaven and Hell in New York erschien. Sie beschlossen, den Song als Jingle zu verwenden und ihn, auf gut zwei Minuten (2:08) verlängert, als Single auszukoppeln. Da der Titel Viva la Sauna Svedese den amerikanischen Produzenten für den eigenen Markt als zu schwierig auszusprechen erschien, nannten sie die Einspielung nach den gesungenen Eingangslauten Mah-Na–Mah-Na.

### Erste Resonanzen

Single Mah Nà Mah Nà, 1968/69 (A-Seite)

Auf der in den USA und in Kanada 1968 unter dem Label Ariel Records erschienenen LP Sweden Heaven And Hell stand der Titel auf der A-Seite jeweils an erster Stelle. Die Single Máh-Ná–Mah-Ná (mit dem Titel You tried to Warn Me, ebenfalls aus dem Film Sweden: Heaven and Hell, auf der B-Seite) wurde ein Radiohit in den USA und kam in die amerikanischen Charts. Am 6. September 1969 stand Mah Nà Mah Nà auf dem 5. Platz der Billboard Hot 100 und als Nummer 44 in der Rangliste der Musikzeitschrift Cashbox.
Als Giorgio brachte der Südtiroler Komponist Hansjörg „Giorgio“ Moroder bereits 1968 eine eigene Fassung des Songs von Umiliani heraus. 1969 folgte der französische Chansonnier und Gitarrist Henri Salvador mit einer Version, die der Musik einen eigenen Liedtext unterlegte, betitelt Mais non Mais non.

## Musik und Text

### Genre und musikalischer Stil
Das Stück Mah Nà Mah Nà, musikalisch dem Jazz zugehörig, ist ein Novelty Song und dem Easy Listening zuzuordnen. Die Begleitstimmen sind durchgehend besetzt mit populären, originell eingesetzten Rhythmusgruppen-Instrumenten der Zeit, wie zum Beispiel der Hammondorgel und dem Xylophon. Durch das schnelle Tempo (ca. 200 BPM) und den humoristischen Charakter unterscheidet sich Mah Nà Mah Nà von verwandten Genres wie Muzak und Lounge-Musik.

### Harmonik und Form

Vereinfachte Darstellung des Akkordschemas

Chromatisches Motiv (Call): Mahna Mahna

Erste Beantwortung (Response 1) des chromatischen Themas

Zweite Beantwortung (Response 2) des chromatischen Themas

Dritte Beantwortung (Response 3) des chromatischen Themas

Die harmonische Anlage besteht in einfachen, halbtaktigen II-V-I-VI Turnarounds, Akkordwiederholungen aus der Harmonik der Jazzimprovisation. Die plagale Kadenz I-IV-I am Ende bietet die Erweiterung des regulären Achttakters zur 9- oder 10-taktigen Phrase an. Die spätere Version der Muppets weist in den Soloepisoden der singenden Mahna-Puppe meist Zehntakter auf. Damit werden kompositorische und improvisatorische Versatzstücke, die dem Hörer vertraut sind, mit einer überraschenden Regelwidrigkeit kombiniert, die hier in den scheinbar verlängerten Phrasen, einem alten Ohrwurmtrick, besteht.

### Melodik und Songzitate
Die Melodie ist nach dem Call-and-Response-Prinzip auf zwei Stimmgruppen verteilt. Das erste melodische Fragment, der „Call“ Mah Nà Mah Nà, fällt dabei der solistischen Männerstimme zu. Die aus vier Tönen bestehende, abwärts gerichtete chromatische Folge wird weniger als melodischer Verlauf, sondern eher als Sprechgesang wahrgenommen. Das zunächst nicht folgerichtig einzuordnende Lick – eine in anderem Kontext durchaus geläufige Floskel – bewirkt einen skurrilen, dem Nonsenstext angepassten musikalischen Effekt, indem es als Zielton den Tritonus der Tonart – im Notenbeispiel das Fis, die verschiedenen Versionen sind jedoch teilweise auch in anderen Tonarten als C-Dur gesetzt – erreicht. Erst die folgenden, identischen Wiederholungen der Phrase machen diesen befremdlichen Melodieton als Terz der Doppeldominante verständlich.
Die „Response“ wird in den meisten Versionen von zwei oder mehr unisono singenden hohen Frauenstimmen vorgetragen. Ihre Figur ist melodisch und rhythmisch abwechslungsreicher als der „Call“, die drei hauptsächlichen Phrasen lehnen sich in Melodie und Sprachlauten an den im Jazz gebräuchlichen Scat-Gesang an, der dem Musikhörer in den 1960er Jahren noch vertraut war. Die chromatische Linie des „Call“ wird aufgegriffen und weiterverarbeitet; sie zielt, harmonisch moderat, in die konsonante Durterz. Die abschließende Wendung der weiblichen „Response“ führt die Melodie über den aus Gospel und Soul seinerzeit bekannten Plagalschluss in den Grundton des Akkords, hier im Beispiel das C, den der Hörer als Auflösung erwartet.
Die Improvisation interpoliert im schnellen synkopischen Rhythmus des Alla-breve-Takts Phrasen aus der Schwedischen Rhapsodie (1903) von Hugo Alfvén, aus Santa Lucia, Boogie Woogie Bugle Boy und dem Jazzstandard Lullaby of Birdland. Die Schlagzeugbegleitung besteht durchweg in genre- und zeittypischen, vereinfachten Jazz- und Latin-Beats.

### Text
Der Text ist dadaistischer Nonsens, eine Lautfolge ohne Sinn. Er besteht aus einem dialogischen Refrain in drei Teilen, der in den verschiedenen Versionen unter Beibehaltung des Rhythmus immer wieder lautliche Veränderungen erfuhr und ursprünglich diese Folge an Konsonanten und Vokalen aufwies:
| Mahna mahna Tie tie pa tie pie | Mahna mahna Tie tie pa tie | Mahna mahna Tie tie pa tie pie Pa tie pie pa tie pie Pa tie pie di di die di |

Im Gegensatz zum weiblichen „Pa-tie-pie“-Part erhält die männliche „Mahna“-Partie, die mit zugehaltener Nase und a cappella vorgetragen wird, den Kadenzen in der Instrumentalmusik vergleichbare eigene Lautfolgen, so zum Beispiel:
| Mah mahna mahna mahna Mah mah mah Mahna mah mah ma … | (oder:) | Mahna mahna mahna mahna Mahma ma ma ma ma Mamana ma ma mah nat mah mah … | (oder:) | Mah nat mah nat ma naa Mah nat mah nat ma naa … (usw.) |

Die „Mahna“-Kadenzen wurden in späteren Versionen gelegentlich um weitere Vokale ergänzt, so zum Beispiel in den Versionen der Muppets um „e“ und „i“. Die drei Antworten auf das „Mahnamahna“ behielten indes, auch in den späteren Versionen, stets ihren jeweiligen Text bei.

## Erfolgsgeschichte im Fernsehen
Der internationale Erfolg, der den einstigen Filmsong Mah Nà Mah Nà in einer neu bearbeiteten Fassung zu einem universellen Schlager machte, stellte sich im Fernsehen ein, und zwar 1969 in der Sesame Street, einem erfolgversprechenden Format des amerikanischen Kinderfernsehens und seinerzeit in der Experimentierphase, sowie in der renommierten Ed Sullivan Show; anschließend tauchte er in verschiedenen, auch internationalen Unterhaltungsshows im Fernsehen auf. 1976 kam der Song in die erste Folge der Muppet Show; diese Version erschien 1977 auf einer LP und als A-Seite einer Single, die international verkauft wurden.

### Sesame Street

Signet der Sendung im deutschen Fernsehen

Am 27. November 1969 trat in der 14. Folge der Kindersendung Sesame Street im US-Fernsehen ein Puppen-Trio auf, das Mah Nà Mah Nà vortrug, neu produziert von Jim Henson, Puppenschöpfer und deren Spieler mit eigener Herstellungsfirma. Das Besondere der Darbietung bestand in der Inszenierung des Songs durch drei Figuren aus Filz, die diesem, im Tempo leicht verlangsamt, eine eigene Dramaturgie gaben.
Zwei Mehrzweckfiguren, in weißen Kinderkleidchen sowie mit Pferdeschwanz und Zöpfen als Mädchen ausstaffierte Puppenrohlinge in Grün und Violett, wollen ein Lied singen und wünschen sich dazu noch eine weitere Person (in der deutschen Fassung: einen Jungen) als dritte Stimme. Ein violetter Bursche im grau-schwarzen Ringelpulli, mit zotteligem, schwarzen Gesichtsbewuchs und rosa Wurstnase, kommt herbei und intoniert „Mahna Mahna“, dem die beiden Mädchen nach kurzem Zögern mit ihrem „Pa–tie–pi“–Part in einstudierter Choreografie nach Art der Bühnen-Begleitsängerinnen folgen. Der Mahna-Mahna-Sänger benutzt seine Partie, um seine Rolle als führender Solist zu verdeutlichen. Die beiden Mädchen betrachten ihn bei seinen Bemühungen immer wieder erstaunt und inszenieren ihren Refrain stellenweise als eigenen Auftritt. Immer wieder bricht der Mahna-Mahna-Sänger Solo-Einlagen ab, mal weil er sich stimmlich offenbar übernimmt, mal, weil er sich von den beiden Mädchen in seiner Leistung nicht ausreichend gewürdigt sieht. In einer Zäsur wandert der Mahna-Mahna-Sänger, vor sich hin singend, in den Hintergrund. Als er gewahr wird, dass die beiden Mädchen ihm verstummt hinterherschauen, eilt er zurück, um seine motorische und gesangliche Präsenz erneut bis zum Versagen seiner Stimme zu steigern. Das zunehmend bewegtere, aber weiterhin unbeirrte Festhalten der beiden Mädchen am eigenen, immer gleichen Gesang lässt ihn am Schluss mit einem fragenden „Mahna?“ allein zurück. Er verschwindet erneut im Hintergrund des Bildes, begleitet von den absteigenden Tönen einer Gitarrensaite.
Die deutsch synchronisierte Fassung der Puppendarstellung lief nach Übernahme der Sendung als Sesamstraße 1973 in den Dritten Programmen des deutschen Fernsehens.

### The Ed Sullivan Show
Drei Tage später, am 30. November 1969, wurde das Terzett aus der Sesame Street in der Ed Sullivan Show gezeigt, einer der beliebtesten Fernsehshows der 1950er und 1960er Jahre in den USA, in der Jim Henson zwischen 1966 und 1971 insgesamt 25 Inszenierungen seiner Puppen präsentierte. Für die Liveübertragung dieser Sendung waren der zottelige Mah Nà-Sänger und seine kindlichen Begleiterinnen aus der Sesame Street durch andere Figuren ausgetauscht worden, die als Mahna Mahna and The Snouths auftraten.
Der Mahna Mahna, nach wie vor die violette Mehrzweckpuppe mit der rosa Wurstnase, ist nun mit einem Kopf- und Gesichtsbewuchs in Orange ausgestattet. Den Ringelpulli hat er durch ein ärmelloses grünes Kostüm in der Optik eines Flokatiteppichs ersetzt und trägt dazu seine Augen als eine Art Sonnenbrille, die zwinkern kann. Das Duo der Snouths – in rosa Kunstpelz gestaltet von Frank Oz – zeigt himmelblaue Lidschatten hinter schwarz bewimperten Halbkugelaugen und erinnert mit den kleinen Hörnern anstelle von Ohren und den durchweg offenstehenden Mündern an Kuhglocken. Die rosa Sängerinnen erscheinen sogleich mit ihrem Refrain und fordern nunmehr ihrerseits den vorbeikommenden Mahna Mahna durch synchrones Kopfnicken zum Mitsingen auf. Die Snouths lassen ihren Part anstelle des „pa tie pa tie pie“ als „du duu bi du du“ erklingen. Der Auftritt dieses Trios steigert die Inszenierung der Kindersendung im Hinblick auf das Motiv der bereits im Original angelegten musikalischen Interpolationen bekannter Stücke, mit deren Intonation der Mahna Mahna in seinen Kadenzen bei den Mitsängerinnen nicht landen kann. Mehrfach quittiert von rosa Kopfschütteln, variiert er seinen Part durch andere Vokale, steckt seine Nase in die tönenden Öffnungen, führt seine Bewegungen wie seine Stimme zunehmend ins Off und wirft sich am Ende mit einem „Mah na Mah na!“ vor das zerklirrende Kameraauge.
Die Darbietung von Mahna Mahna and The Snouths gelangte 1971 in die Dick Cavett Show und im selben Jahr in das zwischen 1969 und 1971 international erfolgreiche Fernsehvarieté This is Tom Jones. 1969 und 1970 wurde der Song in der Red Skelton Show als Hintergrundmusik eingesetzt; in den 1970er Jahren begleitete er in eigener instrumentaler Fassung gelegentlich die Sketche in der Benny Hill Show.

### The Muppet Show

Signet der Sendung im deutschen Fernsehen

Am 5. September 1976 hatte ein neues Format mit den Muppets genannten Puppen der Sesame Street Premiere, in der die Puppenspieler Jim Henson und Frank Oz einige unterdessen bekannte Figuren der Kinderserie nunmehr in eine Unterhaltungssendung für Erwachsene versetzten, die sie in einem Theater spielen ließen. Sie wurde unter dem Titel The Muppet Show in Großbritannien produziert. Die erste Folge, in der die südafrikanische Tänzerin und Schauspielerin Juliet Prowse als Gaststar auftrat, wurde von dem Trio Mahna Mahna and The Snowths mit ihrer Darbietung Mah Nà Mah Nà eröffnet, in einer Überarbeitung des Auftritts in der Ed Sullivan Show und mit neuem musikalischen Arrangement. Der bisherige Name des rosa Gesangsduos, The Snouths – ein Wortspiel aus snout (deutsch: Schnauze) und mouth (deutsch: Mund), – mutierte anlässlich des Auftritts in der Muppet Show zu Snowths, einer Anspielung auf das englische Wort snow für Schnee.

#### Szene
Der Frosch Kermit kündigt Mah Nà Mah Nà an mit der Ergänzung: „… whatever that means“ (was immer das heißt), und The Snowths tragen ihren Refrain vor, dem gegenüber sich der Mahna Mahna – nunmehr mit einer in leuchtendem Orange gehaltenen, langhaarigen Staubwedelfrisur – wiederum vergeblich in den Vordergrund zu spielen versucht. Gegen Ende des Songs tanzt er beiseite und hinter dem Frosch quer durch dessen Regieraum, den er türenknallend und mit „Mah na Mah na“ verlässt. Ins unentwegte Unisono der beiden rosa Sängerinnen hinein klingelt Kermits Telefon. Der Frosch nimmt ab – „O.k., just a second!“ (Gern, kleinen Moment!) –, eilt mit dem Hörer zu den Snowths: „It’s for you“ (Ist für Sie), und aus dem Telefonhörer hat die Stimme des Mahna Mahna das letzte Wort: „Mah na Mah na!“ In ihrer Zuschauerloge beschließen die beiden alten Herren Statler und Waldorf die Szene mit folgendem Dialog: „The question is: what is a manamana?“ – „The question is: who cares?“ (Die Frage ist: was ist ein Manamana? – Die Frage ist: wen schert’s?)

#### Dramaturgie
Die bereits in der Sesame Street verdeutlichte und in der Inszenierung für die Ed Sullivan Show weiter ausgearbeitete Idee, die musikalische Struktur des Originalsongs einem unwissenden Choros auszuliefern, wurde in der Muppet Show perfektioniert. Der bunte Bursche tönte nun deutlich als Jazz-Baritonsaxophon und warb mit seinen Musikzitaten vergeblich um die beiden Flöten, die nur ein Mal ihre runden Öffnungen schließen, als ihr Sänger nach unverstandenem Lullaby of Birdland mit melancholisch verkniffenen Brillenaugen in den Hintergrund verschwindet. Als er die schmallippigen Flöten bemerkt, eilt er, begleitet von einem Schlagzeugsolo, zurück, allerdings wiederum ohne Erfolg. Die Situation im Theater nebst Zuschauern und Backstage vervollkommnete dramaturgisch das vergebliche Bemühen, sich durch die Musik zu erkennen zu geben, mit dem Trost, wenigstens in Abwesenheit die Pointe zu ergattern.
In der nächsten Folge der Muppet Show trat die Mahna Mahna-Puppe in einem anspielungsreichen Musiksketch, betitelt Sax and Violence, mit einem Glöckchenspiel in Erscheinung und schlug einem eintönigen Saxophonspieler in heftiger Percussion auf das Instrument und vor den Kopf, um dafür von einer Sax-Salve aus dem Bild hinaus gefegt zu werden. Beide Folgen waren ursprünglich im Januar 1976 als die Episoden 101 und 102 der Sesame Street gedreht, aber nicht gesendet worden. Sie wurden die Pilotfilme des neuen Formats und nach ihrem Start im britischen Fernsehen wiederum neu bearbeitet. In Deutschland ging die Muppet Show vier Monate später, im Januar 1977, in einer veränderten Reihenfolge der Episoden im ZDF auf Sendung.

#### Resonanzen

The Muppets: Mah Na Mah Na (Single 1977)

1977 erschien international das Album The Muppet Show, das den Titel Mahna Mahna enthielt, nebst einer ausgekoppelten Single Mah na Mah na. Die ursprüngliche Fassung von Piero Umiliani wurde in Großbritannien ein Hit und errang im Mai 1977 Platz 8 der Hitparade. Die LP mit der Muppet-Version des Songs landete am 25. Juni 1977 auf Platz 1 der britischen Charts und löste damit das Beatles-Album Live at the Hollywood Bowl ab.
1981 wurde die Produktion der Muppet Show nach 120 Folgen eingestellt; musikalische Neufassungen in den 1980er Jahren sind nicht bekannt. Jim Henson, Erfinder und Spieler der Muppets, starb 1990. Das Nachfolgeformat der Muppet Show von 1996 bis 1998, The Muppets Tonight!, zitierte 1996 die erfolgreiche Vorgängerin in einem Sketch mit Sandra Bullock. Kermit, der Frosch, sucht eine Psychiaterin auf, dargestellt von Bullock, und beklagt, dass er, immer wenn er das Wort „phenomena“ (griechisch; deutsch: Erscheinungen) ausspreche, seltsame Wesen sehe. Aufs Stichwort erscheinen die Snowths mit „du duu bi du du“. Die Psychiaterin gerät außer sich, vergisst dabei allerdings nicht, den Preis für ihre Beratung nach oben anzupassen.

## Rezeption
Der Song Mah Nà Mah Nà wurde seit 1968 von einer Reihe von Interpreten aufgenommen, allein von 1968 bis 1978 werden 21 Adaptionen angeführt, die Version der Muppets war die erfolgreichste. Kommerzielle Verarbeitungen des Songs in Film, Fernsehen und Werbung halten seit den 1990er Jahren an; seit der zweiten Hälfte des Jahrzehnts ist ein zweiter Schub an Aufnahmen international zu verzeichnen. Mit dem Siegeszug des Internets sind historische und aktuelle Versionen einsehbar; so wurde 2001 der Ursprung des Songs weitgehend öffentlich bekannt und in den Darstellungen, auch in den gedruckten, referenziert.

### Parodie
Im November 1969 wurde der Song von Rudi Carrell im Rahmen der 14. Folge der Rudi Carrell Show unter dem Titel „Nanu Nanu“ parodistisch in einen Justiz-Sketch eingebunden. Den Sprechgesang des „Call“ übernahm der Schauspieler Erik Ode, Rudi Carrell sang als „Response“ den gereimten Sketchtext, während Cornelia Froboess im Interpretationsteil die Lieder „Ich brauche keine Millionen“ und „Für eine Nacht voller Seligkeit“ von Peter Kreuder, „Üb immer Treu und Redlichkeit“ aus Mozarts Zauberflöte, den Hildegard-Knef-Chanson „Ich hab' so Heimweh nach dem Kurfürstendamm“ und den Operettentitel „Die Männer sind alle Verbrecher“ (aus Wie einst im Mai) zitiert. Zum Finale tauschen Froboess und Carrell gesanglich die Rollen, wobei Carrell kurz „Auf Wiedersehn“ von Eberhard Storch ansingt.

### Verarbeitung
Die Neufassungen der 1970er Jahre übernahmen den Song nach der Mode der Zeit und arrangierten ihn, durchweg der Originalversion folgend, als Lounge-Musik, die sich in Hotelhallen und Fahrstühlen abspielen ließ, so zum Beispiel die Fassung der Gruppe The Dave Pell Singers von 1970 mit vorklingender Rassel und die 1973 auf dem Markt erschienene Version von Hot Butter, in der das Stück als Synthie-Pop mit dem Moog-Synthesizer generiert worden war. 1977 legte Lipstique eine Disco-Fassung von gut vier Minuten vor. In den 1990er Jahren folgten die Adaptionen durch Rockbands, so zum Beispiel die britische Hard-Rock-Version von Skin 1996, die Mah Nà Mah Nà als The Muppet Song titelte. 1997 erreichte die englische Girlgroup Vanilla mit ihrer ersten Single, die unter dem Titel No Way No Way das Kernmotiv von Mah Nà Mah Nà nahezu zum Verschwinden brachte, Platz 14 der britischen Charts und Platz 26 auf Chanel 4’s 100 Worst Pop Records, einer Liste für die miserabelsten Popaufnahmen aller Zeiten. Im selben Jahr erschien eine Neuauflage des originalen Soundtracks von Svezia, inferno e paradiso als CD, die nunmehr Mah Nà Mah Nà in einer hörbar nachbearbeiteten Version des Originals von 1968 enthielt.

### Kommerzialisierung
Seit Ende der 1990er Jahre machte Mah Nà Mah Nà in der Fernsehwerbung international Karriere. So warb der Song in einer Abwandlung der Lautfolge Mahna Mahna zum Produktnamen in Großbritannien für einen französischen Keks. Ein schottisches Dosengetränk wurde mit den zu phenomenal umgedeuteten Unsinnslauten als Kraftmischung beworben. Mit einem digital animierten Kleinkind am Strand, das den Song, männlich quäkend, auf den Markennamen intonierte, sollte eine Sonnencreme auf den
australischen Markt gebracht werden.
2004 erwarb die Walt Disney Company die Muppet Show, wodurch die Kommerzialisierung der Figuren und ihrer Auftritte besiegelt wurde. Im folgenden Jahr 2005 sangen die Snowths und ihr zum Ganzrosa gewandelter Mahna Mahna im Kreise bekannten Muppetpersonals mit Bandanana Reklame für eine neuseeländische Wohlfahrtsorganisation namens CanTeen, die jugendliche Krebspatienten unterstützt, und zitierten dabei deutlich die Inszenierung von 1976 aus der Muppet Show. 2007 lieferte die kalifornische Band Cake eine Fassung des Songs, in der sie verschiedene instrumentale und gesangliche Klänge einsetzte; die Version war 2002 ursprünglich für Kinder erdacht und eingespielt worden. In dem von Disney produzierten Film Hexe Lilli – Der Drache und das magische Buch, erschienen 2009, interpretierte die Titelfigur, ein kleines Mädchen, den Song Mah Nà Mah Nà gemeinsam mit einem animierten grünen Drachen in Knetgummioptik namens Hektor; die Auskopplung als Single wurde von der kindlichen Darstellerin beworben.

### Wahrnehmung des Ursprungs
Seit Mitte der 2000er Jahre verzeichnen die Videos im Internet, die Mah Nà Mah Nà, vor allem die Versionen der Muppets, dokumentieren, stetig steigende Zugriffszahlen. Nach der Übernahme der Muppet Show durch Disney und mit deren verstärkter Vermarktung erfuhr die Call-und-Response-Phrase als Klingelton weltweite Verbreitung. Im Dezember 2001 kursierte im Internet die Meldung, dass der neuseeländische Musiker und Autor Peter McLennan in dem „für Jugendliche nicht geeigneten Dokumentarfilm Sweden: Heaven or Hell“ von 1968 die „rasenten Wurzeln“ des Muppet-Songs Mah Nà Mah Nà aus der Kindersendung entdeckt habe. Die gedruckte Literatur hat seither den Hinweis auf die in Internet-Videoclips belegte Herkunft des Songs übernommen.
In einem Handbuch für Entwickler von Online-Spielen aus dem Jahr 2009 wird festgestellt, dass das Publikum inhaltlich unmotivierte Wiederholungen einer Musikuntermalung verzeihe, sofern eine Musik der jeweiligen „Onscreen-Aktion“ die „gute Passform“ verleihe. Als Beispiel wird Mah Nà Mah Nà als „Grundstein“ der Muppets angeführt, dessen Herkunft aus einem „schwedischen Soft-Core Pornofilm“ niemanden interessiere, weil der Song so gut zu den Puppen und ihren Sketchen passe.

## Audio-/Videodokumente
1. ↑  Svezia – Inferno e Paradiso (1968, Ausschnitt) (abgerufen am 3. September 2011).
2. ↑  Giorgio Moroder: Mah Nà Mah Nà (1968) (abgerufen am 26. Juni 2015)
3. ↑  Henri Salvador: Mais Non, Mais Non (1969) (abgerufen am 26. August 2021)
4. ↑  Mah Nà Mah Nà; Sesame Street, 27. November 1969 auf YouTube (abgerufen am 26. August 2021).
5. ↑  Mah Nà Mah Nà; Sesamstraße (deutsch synchronisierte Fassung, 1973) auf YouTube (abgerufen am 24. Oktober 2018).
6. ↑  Mah Nà Mah Nà Ed Sullivan Show, 30. November 1969 auf YouTube (abgerufen am 26. August 2021)
7. ↑  Mah Nà Mah Nà The Muppet Show, erste Folge, 5. September 1976 (abgerufen am 7. September 2011)
8. ↑  The Dave Pall Singers: Mah-Na-Mah-Na (1969) (abgerufen am 25. Juni 2015)
9. ↑  Hot Butter: Mah Na Mah Na (1973) (abgerufen am 7. September 2011)
10. ↑  Lipstique: Mah-Na-Mah-Na (1977) (abgerufen am 11. September 2011)
11. ↑  Mah Nà Mah Nà Svezia. Inferno e Paradiso. The Original Motion Picture Soundtrack. Composed, Arranged and Conducted by Piero Umiliani (1968); Italien 1997 (abgerufen am 5. September 2011)